# Тестостерона энантат
Тестостерон энантат (фирменные названия Delatestryl, Testostroval, Testro LA, Andro LA, Durathate, Everone, Testrin, Andropository) — это сложный эфир тестостерона, который был синтезирован в 1952 году. Используется для лечения гипогонадизма, то есть природного недостатка тестостерона в организме. Это наиболее широко используемая форма тестостерона в андрогенной заместительной терапии. Тестостерон энантат широко применяется в спорте. Вводится в организм путем внутримышечной инъекции.

## Активность тестостерон энантата
Тестостерон энантат обладает явно выраженной анаболической и андрогенной активностью. Имеет специфическое андрогенное действие: оказывает стимулирующий эффект на развитие и функцию наружных половых органов, предстательной железы, семенных пузырьков, в том числе вторичных половых признаков у мужчин (голос, волосяной покров). Принимает участие в формировании конституции тела и полового поведения у мужчин, активизирует либидо и потенцию, оказывает стимуляцию на сперматогенез. Снижает производство лютеотропного и фолликулостимулирующего гормонов.
Тестостерон является антагонистом женских половых гормонов — эстрогенов, у него присутствует противоопухолевый эффект при опухолях молочной железы у женщин. Обладает анаболическим эффектом, который проявляется в стимуляции синтеза белка, снижении отложения жира, задержке в организме необходимых для синтеза белка калия, фосфора, серы, усилении фиксации кальция в костях и увеличении мышечной массы.

## Свойства
Профиль препарата:
- Молекулярный вес энантата — 400,603 г/моль
- Молекулярный вес синтетического тестостерона — 288,429 г/моль
- Молекулярный вес эфира — 130,1864 г/моль
- Формула — C26H40O3
- Формула эфира — C7H12O